# Jurandir
Jurandir de Freitas, né le 12 novembre 1940 à Marília et mort le 6 mars 1996 à São Paulo, est un footballeur international brésilien évoluant au poste de défenseur.

## Biographie
Jurandir évolue au sein de sept clubs brésiliens de 1959 à 1979 (le Sport Club Corinthians Paulista, l'Esporte Clube São Bento, le São Paulo Futebol Clube, le Marília Atlético Clube, l'Operário Futebol Clube, l'Amparo Athlético Club (pt) et l'União Futebol Clube (pt)).
Il est sélectionné en équipe du Brésil de football où il joue quinze matches et avec lequel il remporte la Coupe du monde de football de 1962, sans toutefois avoir joué un seul match de la compétition.

## Palmarès
Avec l'équipe du Brésil de football
- Vainqueur de la Coupe du monde de football de 1962.
- Vainqueur de la Copa Rio Branco en 1967.
- Vainqueur de la Taça Oswaldo Cruz (pt) en 1962 et 1968.

Avec le São Paulo FC
- Vainqueur du Championnat de São Paulo de football en 1970 et 1971.